# Bulbophyllum muscicola
Bulbophyllum muscicola là một loài phong lan thuộc chi Bulbophyllum. Đây là loài bản địa của miền đông Himalaya, và khu vực nhiệt đới châu Á.